# Onychomyrmex
Onychomyrmex es un género de hormigas, familia Formicidae. Se distribuyen por Australia.

## Especies
Se reconocen las siguientes:
- Onychomyrmex doddi Wheeler, 1916
- Onychomyrmex glauerti (Clark, 1928)
- Onychomyrmex hedleyi Emery, 1895
- Onychomyrmex mjobergi Forel, 1915